# Тюменские
Тюменские — княжеский род в Русском царстве тюменского (северокавказского) происхождения. Ведёт начало от двух братьев — Василия и Романа Агишевичей Тюменских, переехавших в Москву в середине XVI века.

## Происхождение
В «Русской родословной книге» генеалога князя А. Б. Лобанова-Ростовского род Тюменских ошибочно отнесён к сибирским тюменским татарам, в ЭСБЕ сообщается, что происхождение этого рода вообще не известно. Однако, согласно исследованию видного кавказоведа Е. Н. Кушевой, братья Агишевичи из северокавказской Тюмени являются теми же братьями Тюменскими, которые появились в Москве на службе у Ивана IV в середине XVI века и основали род Тюменских.
В период правления Ивана IV, после захвата Русским царством Астраханского ханства (1556), наряду с правителями близлежащих мусульманских стран, начала налаживать связи с русской администрацией и знать Тюменского владения. С 1558 года на службе русского царя находился тюменский мурза Мамай Агишев. Он и его брат — Роман Агишев (тюркское имя не известно), являлись племянниками правителя Тюменского владения. В 1559 году (1560?) Мамай настойчиво добивался тюменского престола — ездил из Тюмени в Астрахань и пытался заручиться там военной помощью против своего дяди. Известно письмо от декабря того же года астраханского воеводы Ивана Выродкова, который сообщал об этих событиях царю: «Тюменскои Мамаи-мырза Агишов княже приѣхал ко царю государю бити челом, чтобы пожаловал государь его, дал рать на дядю его на Тюменского князя и учинил его на Тюмени; а он холоп государевъ, неотступен вовѣки». Развитие этих событий в летописях не освещено, но известно, что Мамай Агишев не смог захватить власть. Вероятно, Роман Агишев активно участвовал с братом в попытке переворота, а впоследствии они вместе уехали в Москву где крестились: «При государе царе … Иване Васильевиче … пріехали служити … Тьменскіе. И государь ихъ пожаловалъ, велелъ имъ служити себѣ и велелъ ихъ крестити, а во крещеніи имъ имяна: князь Романъ да князь Василей [Роман и Василий Агишевичи Тюменские]». В дальнейшем братья занимали должности на военной и административной службе в Русском царстве.

## Положение при дворе
В конце XVI — начале XVII веков в Русском царстве выделяется около 70 фамилий, которые современные исследователи рассматривают как аристократические. Среди них упоминают и род Тюменских, который относят к отдельной условной группе русского дворянства — перешедшей на русскую службу иноземной знати. Эта группа весьма высоко стояла в служебно-местнических отношениях и помимо Тюменских включала такие фамилии, как князья Черкасские, Шейдяковы, Урусовы, Сулешовы, «воеводичи» Волошские, Мутьянские, Селунские.
В иерархии русского царского двора представители рода Тюменских относились к, так называемым, служилым князьям. К концу XVI века положение входящей в эту корпорацию знати изменилось — в боярских списках исчезают служилые князья и княжата, их теперь особо никак не выделяют от дворян московских. Согласно исследованию историка А. П. Павлова (анализ на основе различных боярских списков, росписи русского войска 1604 года и других источников), всего, с 1588/89 по 1605 год, в чине московского дворянина служило 246 человек, среди которых он называет и князей Тюменских — Василия и Романа Агишевича. Известны упоминания, что представители рода Тюменских занимали различные военные должности: стрелецкий голова (Роман Агишевич), воевода (Василий и Роман Агишевичи); на дворцовой службе: московский чин — жилец (Андрей Романович), стряпчий с платьем (Андрей Романович) и думный чин — окольничий (Василий и Роман Агишевичи).

## Землевладения
В конце XVI века Тюменские, как и все представители выезжей иноземной знати не обладали реальными уделами и особыми суверенными правами. В этот период они выступали обычными помещиками и вотчинниками, а земли им жаловали преимущественно на поместном праве.
В «Русской родословной книге» А. Б. Лобанова-Ростовского имеются данные, что в 1616 году князь Василий Агишевич Тюменский, вместе со своим племянником — князем Андреем Романовичем, владели поместьями Томошской волости Воскресенской трети (позднее Вологодская губерния). Также, в отделе рукописей Российской государственной библиотеке, содержатся сведения о вотчине князя Андрея Романовича в Московском уезде.